# Бжезіна (Вармінсько-Мазурське воєводство)
Бжезіна (пол. Brzezina, нім. Birkau) — село в Польщі, у гміні Толькмицько Ельблонзького повіту Вармінсько-Мазурського воєводства.
Населення — 47 осіб (2011).

## Демографія
Демографічна структура станом на 31 березня 2011 року:
|          | Загалом | Допрацездатний вік | Працездатний вік | Постпрацездатний вік |
| -------- | ------- | ------------------ | ---------------- | -------------------- |
| Чоловіки | 21      | 5                  | 14               | 2                    |
| Жінки    | 26      | 4                  | 17               | 5                    |
| Разом    | 47      | 9                  | 31               | 7                    |

## Історія
Село засновано між 15 та 22 серпня 1324 р. на підставі привілею виданого в Кадинах ельблонським комтуром (в 1320-1331 рр.) Гемана фон Отінгена. Село отримало 30 волок землі, з яких 3 волоки вільні від податків припали солтису Генрику. Інші 27 волок були звільнені від сплати податку, після чого належало сплачувати з кожної волоки по пів-і чотири курки чиншу на рік. Також сплачувався чинш збіжжям (так зване плужне - Pflugkorn). Село було згадане 1330 р. у зв’язку з побудовою млину Klakendorf(Водиня).
В 1444 р. великий магістр (в 1441-1449 рр.) Конрад фон Ерлікхаузен відновив та розширив привілеї Толкміцька і в цьому часі (імовірно в заміну за Rehberg / Pagórki) дарує Бжезіну і навколишній ліс Шпиталю св. Духа у Ельблонгу. Шпиталь цей був створений 15 лютого1242 р. хрестоносцями за допомогою ельблонзьких міщан на підставі документа виданого легатом папи Римського Вільгельма з Модени для лікування хворих хрестоносців та пілігримів.
Шпиталь святого Духа не мав однак жодного документу, який би підтверджував подарунок, у зв’язку з чим рада Ельблонга доручила 1570 р. міському писарю Єжи Схоліусу (Scholins) дослідження тієї справи. Він знайшов підтвердження цього дару в книзі Ельблонзької комтурії, однак запис не містив дати його виконання.
Після тринадцятилітньої війни (після 1466 р.) Бжезіна опинилася в провінції Королівська Пруссія (Königlich-Preußen, Prusy Królewskie, Prusy Polskie), у межах Польщі. Село знаходилося на території Толкміцького староства, проте становило незалежний анклав. Село і далі належало до вищезгаданого шпиталю і була під керівництвом адміністрації міста Ельблонга,адже в 1457 р. Король Казимир Ягеллончик (*1427, †1492) ппереказав Шпиталь святого духа з усіма платниками податку, господарствами, селами та всім майном "міській раді Ельблонга. Міська рада створила шпитальний уряд  (Hospitalamt), до складу якого входив один з чотирьох бурмістрів і два міських радних, яких вибирали на період до трьох років.

Їх називали "панами шпитальними" (Hospitalherren) або керівниками шпиталю (Hospitalvosteher). Вони опікувалися господарством шпиталю в населених пунктах, які належали до нього і проводили тут суди нижчого рівня. В новітній час шпиталь мав три села – Бжезіну, Бучинець (Buchwald) та Рихліки (Reichenbach). Шпитальні села мали багато обов’язків в рамках панщини, головним чином, постачання їжі до Ельблонга та вирубка лісу.

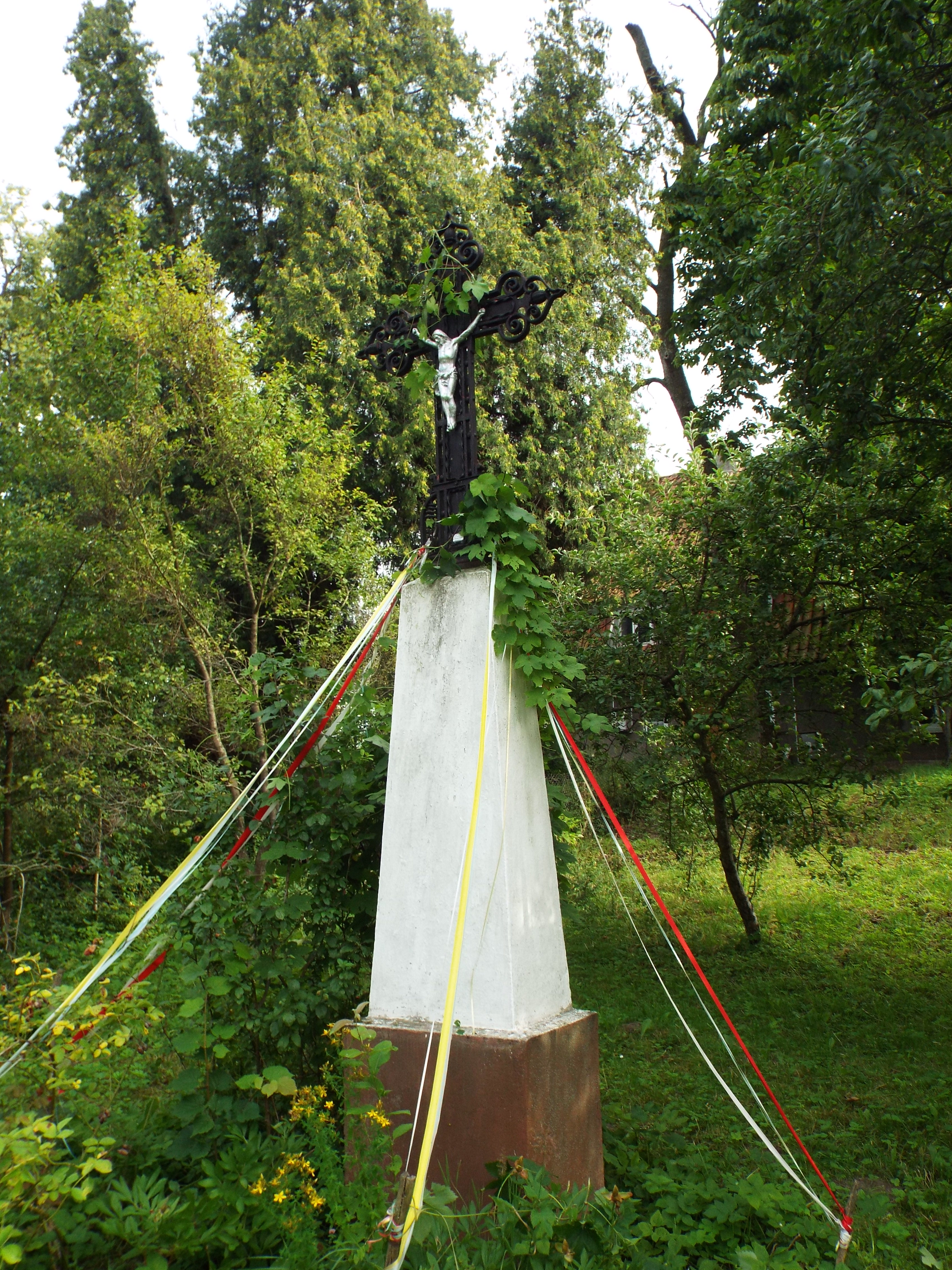
Металевий хрест в с. Бжезіна роботи ельблонзького майстра Бернарда Колберга. Фото 2019 р.

Для отримання доходу готівкою в оренду здано частину лісу (в 1772 р. ліси у Бжезіні займали 489,09 морги). Ялиновий ліс у Бжезіні був дуже великий. Він мав середньовічну назву "Dinau" – напевне від піщаних пагорбів, на яких зростав.  1830 р. це ліс повністю вирубали, а землі віддали в оренду місцевим селянам. Залишилося ще 105 моргів бучини, з якої і далі користувався шпиталь, тобто місто Ельблонг.  
На середину ХІХ ст. в Бжезіні було тільки 4 сільських двори. Кожен селянин платив Шпиталю Святого Духа річний податок в сумі 13 талерів. На початку XX ст. власники землі з Бжезіни мали постачати шпитальному лісничому 10 корців жита. В цей час ліси шпиталю вкривали площу біля 120 га, і були окремим округом, яким керував шпитальний лісничий (Hospitalsförster), який підлягав Ельблонзькій лісовій раді (Elbinger  Stadtforstrat). В 1909 р. тутешній будинок лісника згорів, але ще в той самий рік збудовано новий.
Після першого поділу Польщі (1772) Бжезіна відійшла під панування Прусського королівства. Після адмінреформи 2 травня 1874 р. постала територія гміни, з садибою у Погродзю (Amtsbezirk Neukirch Höhe). До його складу увійшли: Бжезіна, Хойново (Conradswalde), Пшибилово (Dünhöfen), Зайончково (Haselau), Гут Жулявська (Hütte), Водиня (Klakendorf), Новінка (Neuendorf Kämmereidorf), Погроддя (Neukirch Höhe), Рихнови (Rückenau) а також територія двору (Gutsbezirk) Прилісся (Louisenthal). В 1880 р. в окрузі мешкало 1937 осіб. У 1914-1921 рр. округ очолював Франц Шульц мешканець Бжезіни.    
Мешканці Бжезіни-католики належали до парафії в Погроддю і ходили до тутешнього костелу св. Миколая. Найближча протестантська церква була в Мілієво (Trunz).  
Діти з Бжезіни ходили до католицької школи в Погроддю. Під кінець XVIII ст. навчання відбувалося тільки зимовою порою, a вчителем був місцевий органіст Ян Храварт. Школа нараховувала 52 учнів: з Погроддя, Бжезіни і Водині. В 1821 р. збудовано нову школу, яка також була місцем помешкання органіста. В 1868 р. до неї ходило 137 дітей з Погроддя i вищезгаданих сіл. В 1906-1908 рр. була прокладена шосейна дорога з Бжезіни до Погроддя..
Під час Другої світової війни мешканці Бжезіни використовували труд примусових робітників. Зокрема, такий примусовий працівник-українець поруч з робітницею-полькою був у родині гітлерівського бурмістра Франца Реймера

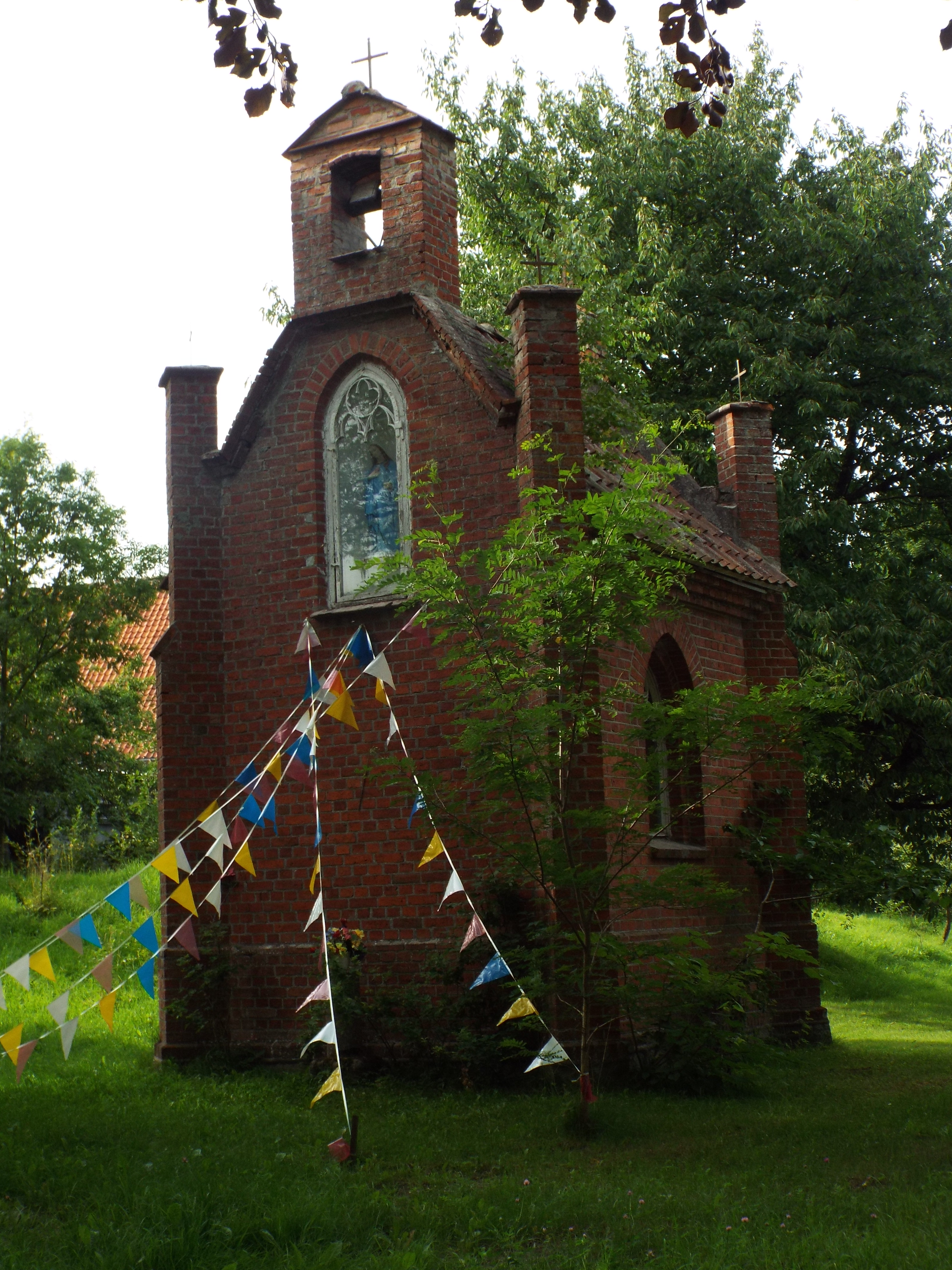
Неоготична каплиця поч. ХХ ст. у с. Бжезіна. Фото 2019 р.

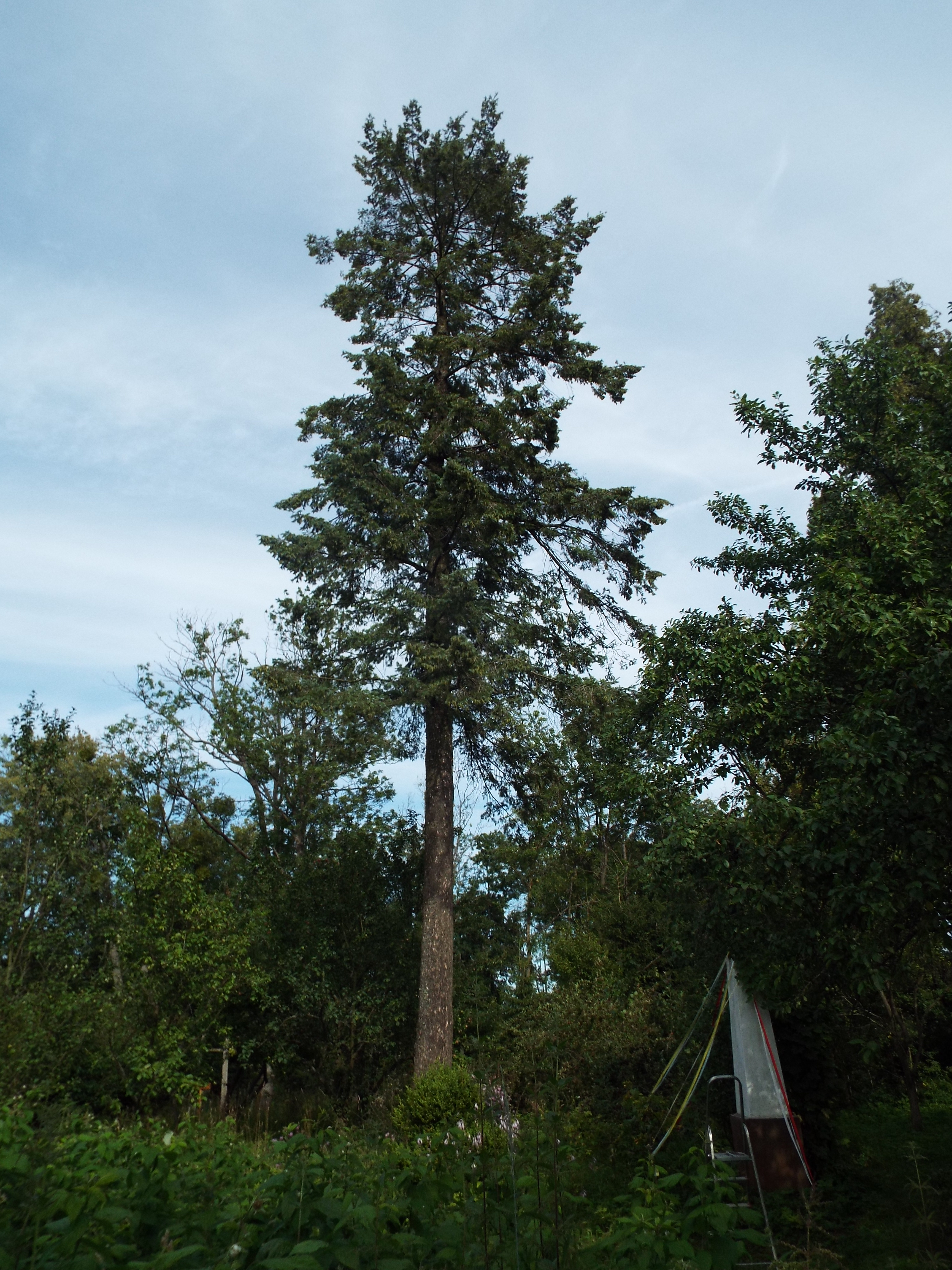
Дугласія (Pseudotsuga) - старий екземпляр в с. Бжезіна. Фото 2019 р.

З наближенням радянських військ взимку 1945 р. німецькі мешканці Бжезіни залишили свої домівки та втікали через замерзлу Вісляну затоку до Криниці-Морської, де сідали на пароплави, які евакуювали їх в порти Німеччини. В районі села відбулися бої між радянськими частинами та німцями. Про що свідчать знахідки місцевим краєзнавцем К. Сьлєнзакем воронок по снарядам, невибухлих танкових снарядів, а також спогади польських поселенців про розбитий Т-34 та німецький бронетранспортер в межах села. На території садиби Бжезіна, 2а розміщувалися радянські солдати, а також одного рядового та одного лейтенанта було поховано. Після закінчення війни у 1948 р. їх ексгумували на кладовище в Ельблонгу на вул. Agricola (див.).
Сучасну назву село отримало 12 лютого 1948 р. (M.P. 1948 nr 14 poz. 55). До того часу окрім давнього Birkau, вживали також назв: Brzezina, Brzezin  або Birkowice.
У 1975-1998 роках село належало до Ельблонзького воєводства.

## Природа

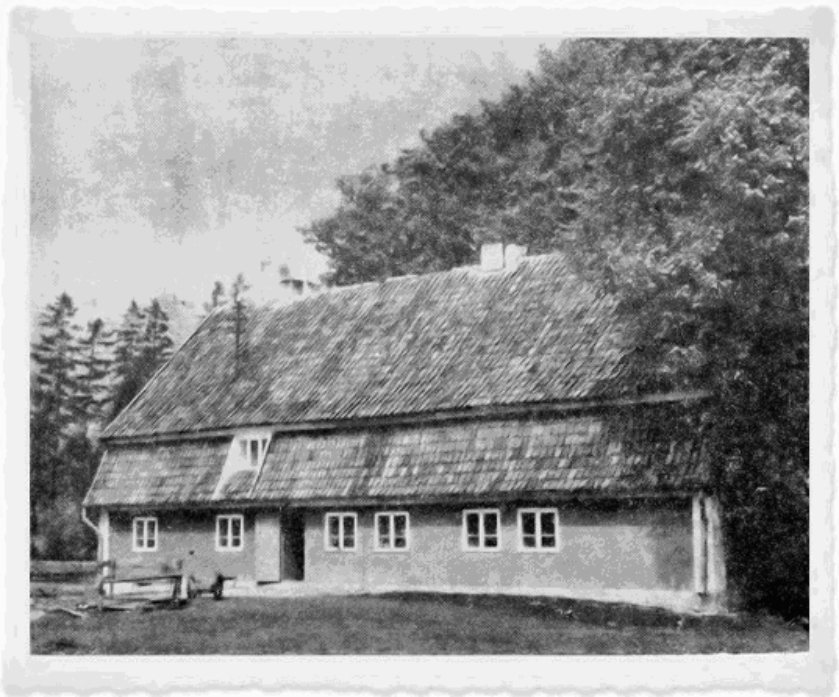
Двір з будинком 1759 р. в с. Бжезіна (внесено до реєстру пам'яток, № 358 від 20.02.1971 р.

### Рослинність та флора
В околицях Бжезіни розташовано буковий ліс вздовж річки Наруси. Поширено неморальний субатлантичний гронд з перевагою бука. В травостої поширено типові неморальні види: копитняк, зірочник гайовий, зеленчук жовтий, тонконіг дібровний, щитник шартрський та маренка запашна, Зустрічаються фрагменти кислих заболочених вільшаників. Тут зустрічаються плаун річний та плавушник болотяний. З рідкісних рослин виявлені зірочки покривні, цибуля ведмежа, дзвоники широколисті, рутвиця орликолиста, вероніка дібровна, коручка чемерниковидна, підсніжник білосніжний, cтраусове перо звичайне, плаун колючий, плавушник болотяний.

### Фауна
З комах трапляються червиця пахуча, рогач малий, махаон.
Богата фауна птахів: в околицях села гніздують сірий журавель, лелека білий, підорлик малий, сивий дятел, зелений дятел, середній строкатий, чорний, великий і малий строкатий дятли, вивільга, костогриз. Зустрічаються канюк звичайний, орлан-білохвіст та лелека чорний, щигли, дрізд-омелюх, чорний дрізд, співочий дрізд, плиска біла, крижень, підкоришник звичайний,  сіра чапля та лиска, вівсянка, повзик,  горобець польовий та ластівка сільська, ластівка міська, припутень та горлиця садова.  Зустрічається сова сіра та осоїд.
В околицях села зустрічаються шляхетний олень, сарна, заходить лось. Зустрічаються вовк, борсук, лис, заєць сірий та бобер, вовчок сірий, кріт, мідиця звичайна, ласиця, мишак лісовий, вухань австрійський, тхір лісовий, куниця лісова, куниця кам'яна.
З плазунів виявлено вужа звичайного, ящірку живородну та веретільницю ламку. З амфібій зустрічаються жаба гостроморда, ропуха сіра, часничниця звичайна, ропуха зелена, квакша, тритони звичайний та гребінчастий (Спостереження І. Парнікози та А. Сьлєнзак-Парнікоза неопубліковані дані).
Під час міграції зустрічаються куріпка сіра, білолоба гуска, лебідь-шипун, лебідь-кликун. Під час зимівлі трапляються синиця велика, синиця блакитна, горобець польовий, сойка, в'юрок, чорний дрізд, дрізд-чикотень, дрізд-омелюх, зяблик, костогриз, снігур, омелюх, крук та канюк звичайний.

## Охорона природи
В околицях села необхідно створити кілька резерватів, для охорони цінних елементів ландшафтів, рослинного і тваринного світу. Наразі ведеться варварська вирубка навколишніх бучин.

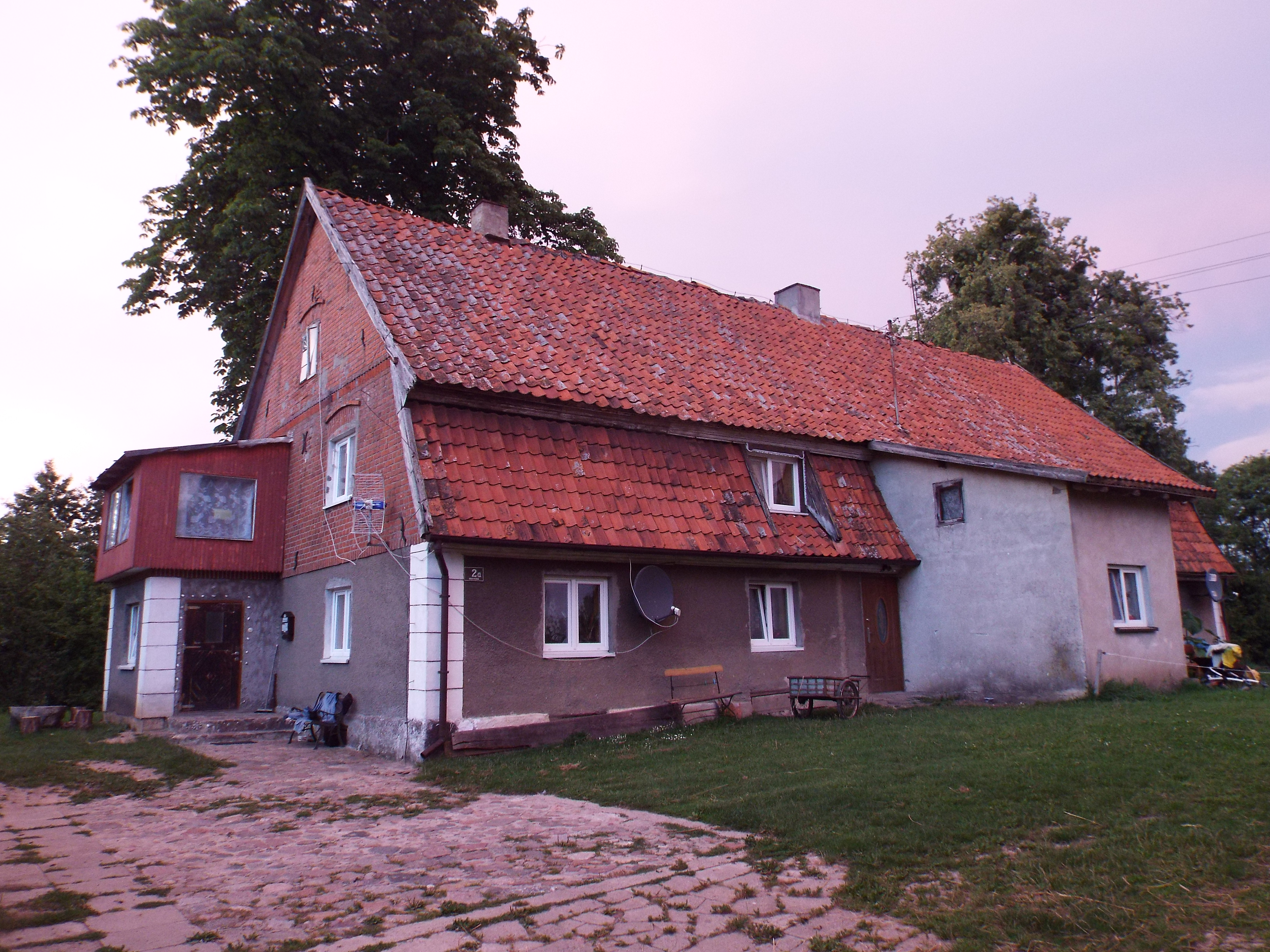
Будинок 1759 р. у с. Бжезіна, 2019 р.

## Пам'ятки
Село мало важливе значення в регіоні, зважаючи на це тут знаходяться цікаві пам'ятки
- Двір з будинком зі станами в техніці прусського муру з 1759 р. Під домом наявний мурований льох.
- Неоготична каплиця
- Кований хрест на постаменті роботи ельблонзького майстра Бернарда Колберга.
- На 100-річчя відновлення незалежності Польщі в селі встановлено пам'ятний камінь.

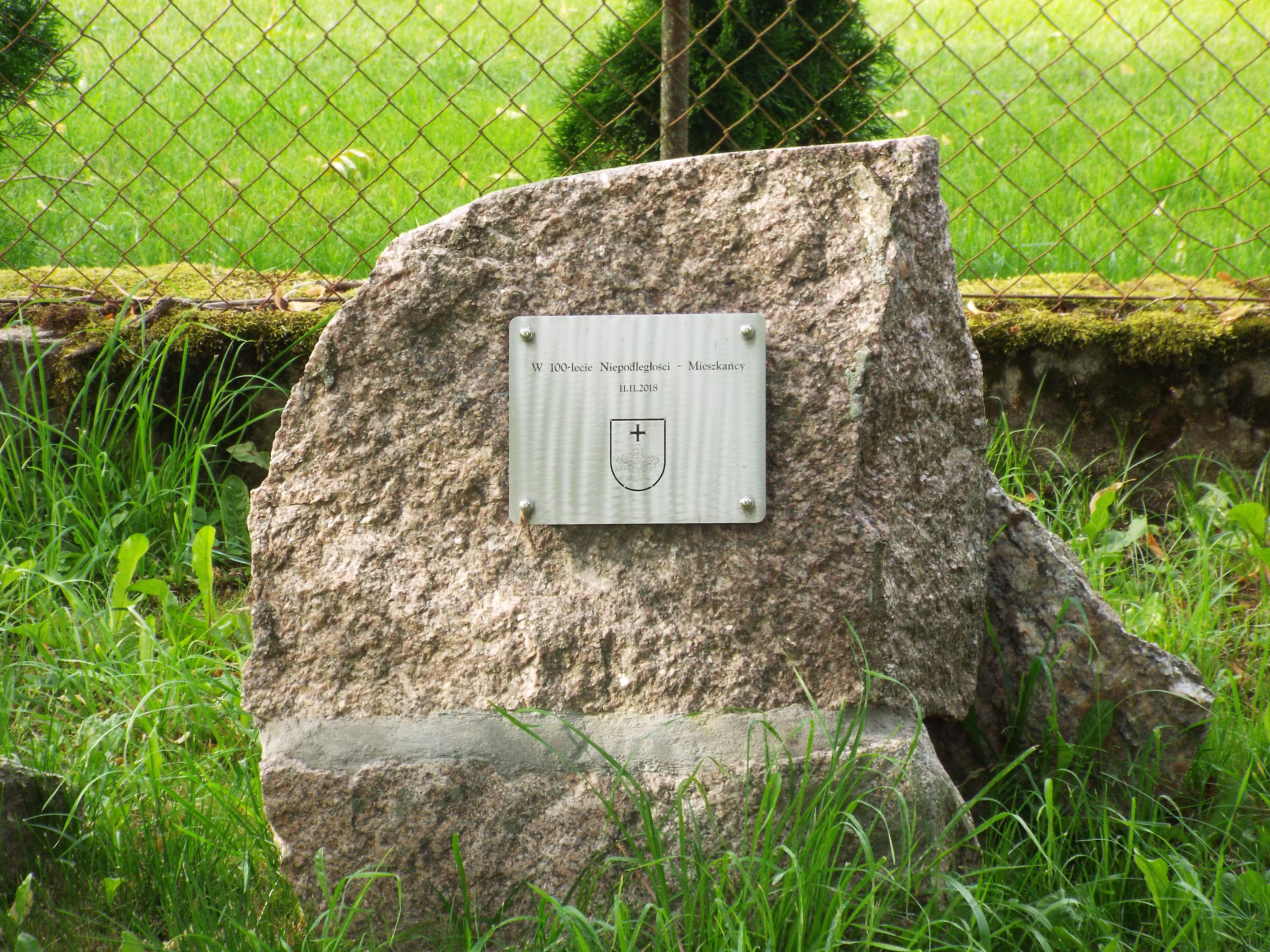
Пам'ятник на честь 100-річчя відновлення незалежності Польщі. Відкрито у 2018 р. Фото 2019 р.